# Lago de Amatitlán
Lago de Amatitlán är en sjö i Guatemala.   Den ligger i departementet Guatemala, i den södra delen av landet, 21 km söder om huvudstaden Guatemala City. Lago de Amatitlán ligger 1 192 meter över havet. Arean är 15,2 kvadratkilometer. I omgivningarna runt Lago de Amatitlán växer huvudsakligen savannskog. Den sträcker sig 7,9 kilometer i nord-sydlig riktning, och 8,9 kilometer i öst-västlig riktning.
Följande samhällen ligger vid Lago de Amatitlán:
- Amatitlán (71 836 invånare)